# Calder (rzeka w Australii Zachodniej)
Calder – rzeka w Australii, w północno-wschodniej części stanu Australia Zachodnia, w zachodniej części regionu Kimberley. Ma 99 km długości. Jej źródła znajdują się w paśmie górskim Elizabeth and Catherine Range. Łączy się z rzeką Charnley, tworząc zatokę Walcott Inlet Oceanu Indyjskiego. Dopływy rzeki to rzeka Brockman oraz strumienie Bachsten Creek, Tims Creek, Red Bull Creek oraz Neville Creek. Rzeka została po raz pierwszy odnotowana przez geodetę Fredericka Slade'a Brockmana w 1901 roku i została nazwana na cześć Johna G. Caldera, przywódcy grupy poszukiwaczy złota, którą Brockman napotkał w pobliżu ujścia rzeki.